# Limp Bizkit
Limp Bizkit este o formație nu metal americană. Trupa constă din Fred Durst (vocal), Wes Borland (chitară, back vocal), Sam Rivers (chitară bas, back vocal) și John Otto (baterie). A fost nominalizată de trei ori la Premiile Grammy și a vândut peste 40 de milioane de înregistrări în lumea întreagă.
Formată în 1994, Limp Bizkit a devenit populară evoluând pe scena muzicii underground din Jacksonville, Florida la sfârșitul anilor 1990, după care a semnat un contract cu Flip Records, o filială a Interscope Records, care le-a lansat albumul de debut, Three Dollar Bill, Y'all$ (1997). Formația a devenit mainstream odată cu următoarele două albume de studio, Significant Other (1999) și Chocolate Starfish and the Hot Dog Flavored Water (2000), deși acest succes a fost umbrit parțial de o serie de controverse în jurel evoluției lor la festivalurile Woodstock '99 și Big Day Out 2001.

## Membrii formației
Membri actuali
- Fred Durst – vocal (1994–2005, 2009–prezent)
- Wes Borland – chitară, back vocal (1995–2001, 2004–2005, 2009–prezent)
- Sam Rivers – chitară bas, back vocal (1994–2005, 2009–prezent)
- John Otto – baterie (1994–2005, 2009–prezent)

Membri de turnee
- Franko Carino  – sampler, programare, back vocal (2012–prezent)[2]

Foști membri
- Rob Waters – chitară (1994)
- Terry Balsamo – chitară (scurt în 1995)[3][4][5]
- Mike Smith – chitară, back vocal (2002–2004)
- DJ Lethal – turntables, sampler, programare (1996–2005, 2009–2012, 2012)

Foști membri de turnee
- Brian Welch  – chitară (2003)

Cronologie

## Discografie
Albume de studio
- Three Dollar Bill, Yall (1997)
- Significant Other (1999)
- Chocolate Starfish and the Hot Dog Flavored Water (2000)
- Results May Vary (2003)
- The Unquestionable Truth (Part 1) (2005)
- Gold Cobra (2011)
- Stampede of the Disco Elephants (2015)
- Still Sucks (2021)